# Georges Casenove
 Georges Casenove (Els Masos, 24 de març del 1907 - 13 d'octubre del 1981) va ser un jugador de rugbi a 15 a la USAP. Feia 1,76 m i 87 kg. i jugava habitualment en la posició de pilar. En l'any 1938 va ser capità de l'equip.
Va ser finalista del campionat de França del 1935, i va aixecar el títol del 1938. Guanyà amb la USAP el Challenge Yves du Manoir del 1935 (encara que no jugà a la final), i n'assolí tres semifinals (1936, 1937 i 1938). En la seva vida diària era viticultor.

## Carrera
- 1930-1938 Unió Esportiva Arlequins de Perpinyà

## Palmarès
- Campió de França 1938
- Finalista del campionat de França 1935
- Vencedor de la Challenge Yves du Manoir del 1935
- Finalista de la Challenge Yves du Manoir el 1936, 1937 i 1938